# 格拉穆爾山
47°04′21″N 12°40′19″E / 47.072431°N 12.671826°E

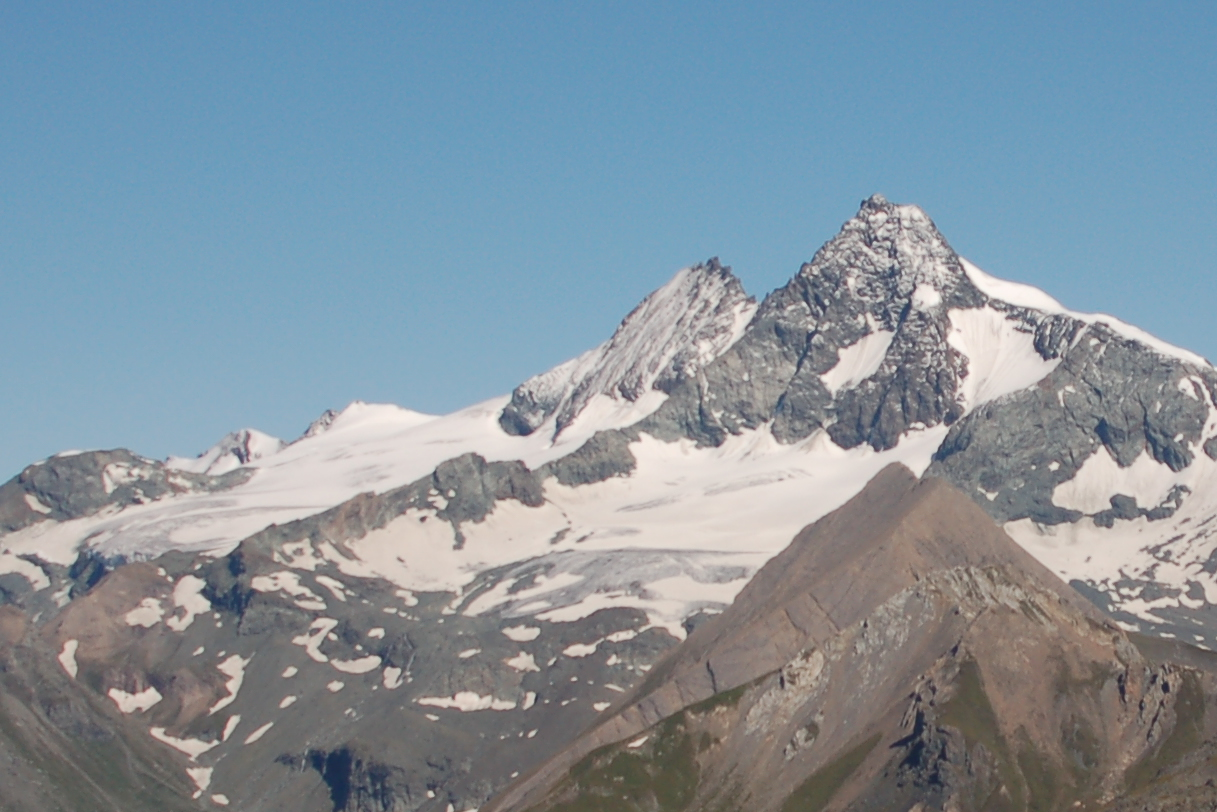

格拉穆爾山（德語：Gramul），是奧地利的山峰，位於該國西部，由蒂羅爾州負責管轄，屬於格洛克納山脈的一部分，海拔高度3,276米，每年平均降雨量2,073毫米，人類在1868年首次登頂。